# Bahnhof Oetrange
Der Bahnhof Oetrange ist ein Trennungsbahnhof in Oetringen, Luxemburg. Hier zweigt von der Bahnstrecke Luxemburg–Wasserbillig die Bahnstrecke Berchem–Oetrange ab.

## Geschichte
Der Bahnhof Oetrange entstand 1861 mit Fertigstellung der Bahnstrecke von Luxemburg nach Wasserbillig. Gesellschafterin war damals bereits die Société Nationale des Chemins de Fer Luxembourgeois (CFL), allerdings wurden die Züge zunächst durch die französische Compagnie des Chemins de fer de l’Est (EST) betrieben. Die von der EST betriebenen Strecken in Luxemburg fielen nach dem Deutsch-Französischen Krieg 1870/71 jedoch durch die Annexion von Elsass-Lothringen an die neu gegründete Reichseisenbahn in Elsass-Lothringen (EL), welche ab 1872 auch den Verkehr in Luxemburg und damit im Bahnhof Oetrange übernahm.
Um 1900 wurde die Bahnstrecke ab Oetringen bis Wasserbillig zweigleisig ausgebaut. Aufgrund des engen und steilen Abschnitts zwischen Oetrange und Sandweiler-Contern wurde die Umgehungsstrecke nach Berchem gebaut. Diese 1918 eröffnete Bahnstrecke wird heute hauptsächlich im Güterverkehr und von einzelnen Expresszügen genutzt. Während des Ersten Weltkriegs erfolgte schließlich doch ein zweigleisiger Ausbau zwischen Oetrange und Luxemburg. Heute ist die Strecke zwischen Sandweiler und Oetrange allerdings wieder nur eingleisig. Seit 1959 ist die Bahnstrecke zwischen Luxemburg und Wasserbillig durchgängig elektrifiziert.
Seit März 2017 ist die Fahrt ab dem Bahnhof bei einer Fahrt innerhalb des Staates Luxemburg kostenlos, da seither der ÖPNV dort unentgeltlich ist.
Im März 2019 ereignete sich im Bahnhof Oetringen ein brutaler Angriff, bei dem ein Schaffner und ein Lokführer schwer verletzt wurden. Kurze Zeit legten Unbekannte ein Eisenstück auf die Schienen, wobei ein weiterer Zug per Notbremsung in letzter Sekunde vor einer Entgleisung gerettet wurde. Später erkannte die Polizei einen Zusammenhang zwischen beiden Taten und nahm mehrere Verdächtige fest.

## Bahnhofsanlagen
Das Bahnhofsgebäude stammt aus dem 19. Jahrhundert. 2014 wurde das Bahnhofsgebäude für Bahnreisende geschlossen.
Im Umfeld des Bahnhofs befinden sich ein Parkplatz mit 60 Parkflächen und sieben Fahrradstellplätzen.

## Bahnlinien
Im Bahnhof hält die Regionalbahnlinie 30 der CFL, die zwischen Luxemburg-Stadt und Wasserbillig verkehrt.